# سكرينة شيكورية
سكرينة شيكورية (الاسم العلمي: Saccharina cichorioides) هي نوع من الطلائعيات تتبع جنس السكرينة من الفصيلة اللامينارية.